# پرش ترسناک
پرش ترسناک یا جامپ اسکیپ ( به انگلیسی :jomp skipped) یک روش در فیلم‌های ترسناک و بازی‌های ویدئویی به منظور ترساندن مخاطب با یک تغییر ناگهانی در رویدادها و تصاویر است که معمولاً با صدای بلند و ترسناک همراه می‌شود. پرش‌های ترسناک به‌عنوان «پایه‌های اساسی فیلم‌های ترسناک» توصیف می‌شوند.
برخی از منتقدان پرش ترسناک را به‌عنوان روشی بدون خلاقیت برای ترساندن بینندگان توصیف کرده‌اند و معتقدند که در سال‌های اخیر ژانر ترسناک به دلیل وابستگی بیش از حد به این روش دچار افت شده و آن را به‌عنوان یک کلیشه از فیلم‌های ترسناک مدرن معرفی کرده‌اند.

## بازی‌های ویدئویی
مشهورترین بازی که از این روش استفاده کرده‌است سری بازی رزیدنت ایول  و پنج شب با فردی و فضای مرده (بازی ویدئویی)  است که باعث تحول در صنعت بازی‌های ویدئویی شده‌است.